# I&Tリスクソリューションズ
I&Tリスクソリューションズ株式会社（I&T Risk Solutions Co.,Ltd.）は、東京都港区北青山に本社を置く保険ブローカー（保険仲立人）。旧社名は伊藤忠インシュアランス・ブローカーズ。社名の「I」は伊藤忠商事、「T」はトータル保険サービスを由来とする。母体は伊藤忠商事の保険部門。

## 株主構成
- 伊藤忠商事
- トータル保険サービス

## 国内グループ会社
- 伊藤忠商事
- 伊藤忠オリコ保険サービス
- イー・ギャランティ
- トータル保険サービス

## 海外グループ会社
- 香港 Cosmos Services Co., Ltd.
- 英国 Cosmos Services Co., Ltd. UK Branch
- 韓国 Cosmos Services (Korea) Co., Ltd.
- 台湾 Cosmos Services (Taiwan) Co., Ltd.
- 中国 Cosmos Services Co., Ltd. Fuzhou PRC Rep. Office
- 米国 Cosmos Services (America)Inc.
- タイ Siam Cosmos Services Co.,Ltd.
- バミューダ NEWGT Reinsurance Co.,Ltd.